# موکوبوده
موکوبوده (به لاتین: Mokobody) یک روستا در لهستان است که در گمینا موکوبوده واقع شده‌است. موکوبوده ۱٬۶۰۰ نفر جمعیت دارد.